# Moratuwa
Moratuwa er en by i det vestlige Sri Lanka, med et indbyggertal (pr. 2001) på cirka 177.000. Byen ligger kun 18 kilometer syd for landets hovedstad Colombo.
6°47′N 79°52′Ø / 6.783°N 79.867°Ø